# 主 (宗教)
主（ヌシ、しゅ）は、宗教上の用語である。

## 日本神話
日本書紀や古事記等の日本神話及び神道においては神々や人物の名称に伴われる。
神々を示す主神の用例としては、天地開闢に現れる天之御中主神（あめのみなかぬしのかみ）、大地を象徴する大国主神（おおくにぬしのかみ）、大国主の子孫である事代主神（ことしろぬしのかみ）、天之甕主神（あめのみかぬしのかみ）、甕主日子神（みかぬしひこ）、大国主と同神の大物主神（おおものぬしのかみ）、一言主神（ひとことぬしのかみ）等多数ある。

## ユダヤ教・キリスト教
主（しゅ）は、旧約聖書内で神の名を表すヘブライ文字の神聖四文字「יהוה」（ヤハウェ）、およびその呼称で「私の主」を意味するヘブライ語: אדוני [ăðoːˈnaːj]（アドナイ）、そして「主（支配者）」を意味するギリシア語: Κύριος（ラテン文字化: Kýrios, 古代ギリシア語再建音: キューリオス [ky̌ː.ri.os], 現代ギリシア語: キリオス [ˈci.ri.os]）、あるいはラテン語: Dominus（ドミヌス）を日本語訳したもの。
大多数のキリスト教諸教派で、三位一体の神を指す言葉として用いられる。

### 英語のLord
英語圏では、多くのキリスト教徒の聖書（ジェイムズ王訳等の）で、ヘブライ語の名前 יהוה （ラテン文字化: YHWH）は、 LORD（オールキャップス）または Lord （スモールキャピタル）が当てられている。英語での最初期の用法は、ベーダ・ヴェネラビリスのようなイギリスの聖書の翻訳者による。
この用法は七十人訳聖書、及び声に出して読み上げる時に יהוה（YHWH）の代わりに口語のヘブライ語の言葉 אֲדֹנָי / יְהֹוָה / Adonai / アドナイ（「私の主」を意味する）を読み上げるユダヤ教徒の実践に従っている。ニュー・アメリカン・スタンダード聖書 (en:New American Standard Bible) は、次のように説明している。
「まだもうひとつの名前がある。特に彼の格別で正式な名前として当てられている。それは、神聖な4文字YHWH (יהוה)（出エジプト記 3:14 と イザヤ書 42:8）。この名前は、ユダヤ教徒に発音されてこなかった。偉大で不可侵の神聖な名前であることへの畏怖があるためである。このようにして、それは一貫してLord（スモールキャピタル）と英語訳されてきた。YHWH (יהוה) の英語訳の唯一の例外は、その主の言葉のすぐ間近にあり、それは、Adonai（אֲדֹנָי / יְהֹוָה / アドナイ）である。その場合、それは混乱を避けるため規則的にGod（スモールキャピタル）と英語訳される。」
ヘブライ語での実践に従って、七十人訳聖書は専らギリシア語の言葉 Κύριος を、יהוה (YHWH) の翻訳に使っていた。原始キリスト教の旧約聖書の時、キリスト教徒による神聖な名前を「主」 (Lord) とした翻訳の実践は、直接それに由来する。

### キリスト教の用例
- 主イエスの変容
- 十二大祭
  - 主の割礼祭
  - 十二大祭 (en:Presentation of Jesus at the Temple)
  - 主のエルサレム入城（聖枝祭）
  - 主の昇天祭
  - 主の顕栄祭（主の変容祭）
  - 主の洗礼祭
  - 主の降誕祭（クリスマス）
- 主日
  - 枝の主日（受難の主日）
  - 棕櫚の主日
  - 赦罪の主日
  - 復活の主日
- 音楽
  - 主よ御許に近づかん - 賛美歌。
  - 主イエス・キリスト、汝こよなき宝 - 交声曲。バッハ作品主題目録番号113番。
  - 主よ、深き淵よりわれ汝を呼ぶ - 交声曲。バッハ作品主題目録番号131番。
- 主の十字架クリスチャン・センター - カリスマ派の教会団体。
- 主、憐れめよ（キリエ）
- 主の祈り
- q:アウグスティヌス#『告白』 - ウィキクォートにてアウグスティヌスによる「主」に関する引用句。
- en:Lord Bishop - アングリカン・コミュニオンの主教。

## ヒンドゥー教
ヒンドゥー教の、バガヴァーン（ヒンディー語: भगवान 英語: Bhagavan）という称号は「主」と日本語に訳される。ヒンドゥー教の神学で、多神教の神々の唯一神的な側面を表現するため、スヴァヤン・バガヴァーン（バガヴァーン御自身、Svayam Bhagavan、主）が使用される。バガヴァーンは、「幸いなる者」の意味で、神の尊号として使用されるが、バガヴァーン・クリシュナのように使用されるとき、「主クリシュナ」と日本語では呼ばれる。

## その他の宗教
- バアル（ヘブライ語: בעל アラビア語: بعل ラテン文字化: ba‘alu）は、北西セム語の称号で、「主」を意味し、神々や土地の神々の精霊たちに使っていた。いくつかの文献で、その言葉はハダド (en:Hadad) を指す。神々の主であるその名前は僧侶だけが口にすることを許されていた。ヘブライ語聖書 (en:Hebrew Bible) でのバアルを参照すると、預言者エリヤがバアルの僧侶と対立するような時、ハダドよりも土地の神々に言及している[2]。
- ベル (en:Bel) は「主」 (Lord) を意味し、バビロニアの神マルドゥクの共通の称号である。
- エン (en:En) は「主」 (Lord) を意味し、シュメールの神々エンキ とエンリルを指す。
- ギリシア神話に登場するアドーニスは、語源的には、ヘブライ語の「主」と同系列の可能性がある。
- フェニキア人の神アドン。[要出典]

### 幸福の科学
日本発祥の世界的な新宗教「幸福の科学」でも主の用語を使用し、その英語圏でもLORDなどを使用して主祀神「エル・カンターレ」を呼称している。

## 各言語の主
- アラビア語: الرب（アッ＝ラッブ）
- ドイツ語: Herr（ヘア）
- ギリシア語: Κύριος（キュリオス）
- 英語: Lord（ロード）[5]
- スペイン語: Señor（セニョール）
- フィンランド語: Lordi
- フランス語: Seigneur（セニュール）
- ラビニカルヘブライ語: אֲדֹנָי / יְהֹוָה（アドナイ）[6]
- イタリア語: Signore（シニョーレ）[7] / Domine（ドミネ）[8] / 親しみを込めたイタリア語: Domineddio（ドミネッディオ）
- 日本語: 主（ひらがな: しゅ カタカナ: シュ）
- 朝鮮語: 주（チュ） / 韓文漢字: 主（チュ）
- ラテン語: Dominvs（ドミヌス） / Domine（ドミネ）[9]
- ロシア語: Лорд（ロード）
- トルコ語: Lort
- 中国語: 主（拼音: zhǔ ジュウ）